# Theophil Zolling

Theophil Zolling

Theophil Zolling (* 30. Dezember 1849 in Scafati bei Neapel; † 23. März 1901 in Berlin) war ein deutscher Journalist, Herausgeber, Literaturkritiker und Romancier.

## Leben
Zolling studierte Philosophie und Geschichte in Heidelberg, Berlin und Wien. 1875 wurde er promoviert. Als Korrespondent der Zeitung Neue Freie Presse lebte er längere Zeit in Paris.
Von 1881 bis 1901 war er Inhaber (seit 1886), Chefredakteur und Herausgeber der Zeitschrift Die Gegenwart, der bedeutendsten Kunst-, Literatur- und Alltagswochenzeitung Berlins zur damaligen Zeit. Er stand mit bedeutenden Autoren seiner Zeit in Briefkontakt, so mit dem Schweizer Dichter Conrad Ferdinand Meyer und dem deutschen Schriftsteller Theodor Fontane. Der Berliner Schriftsteller Sigismund Rahmer wurde sein Nachlassverwalter.
Theophil Zolling starb 1901 im Alter von 51 Jahren in Berlin und wurde auf dem Alten St.-Matthäus-Kirchhof in Schöneberg beigesetzt. Im Zuge der von den Nationalsozialisten 1938/1939 durchgeführten Einebnungen auf dem Friedhof wurden Zollings sterbliche Überreste in ein Sammelgrab auf dem Südwestkirchhof Stahnsdorf bei Berlin umgebettet.

## Werke (Auswahl)
- Neue Liebe, Theaterstück in drei Akten (zusammen mit Alphonse Daudet), 1880.
- Reise um die Pariser Welt, Skizzen aus dem Paris der damaligen Zeit, 1881.
- Heinrich von Kleist – Sämtliche Werke, 1885 (Herausgeber).
- Der Klatsch, 1889, Roman.
- Frau Minne, 1889, Roman.
- Coulissengeister, 1891, Roman.
- Die Million, 1893, Roman.
- Bismarcks Nachfolger, 1895, Roman.